# Прикупљање средстава
Прикупљање средстава или фандрејзинг (од енгл. fundraising) је процес преговарања и прикупљања прихода кроз филантропију, приватне донације, наплаћивање услуга, инвестиције и сл. Основа је обезбеђења средстава за финансирање невладиног сектора, али се фандрејзингом баве и државне институције у случајевима сложенијих програма, кампања и спровођења стратегија.

### Појединачни донатори
База донора (често називана "досије донора" или једноставно "сцена") за високо образовање укључује дипломце, родитеље, пријатеље, приватне фондове и корпорације. Поклони у виду вредне својине су важни делови таквих напора јер порезске олакшице које пружају дародавцу подстичу веће донације. Процес добијања вредних имовина назива се планираним донирањем.
Бројне добротворне и непрофитне организације све чешће користе интернет као средство прикупљања средстава; ова се пракса назива онлајн прикупљањем средстава. Осим тога, crowdfunding је почео да се користи као метод за привлачење донатора са малим донацијама за реализацију малих специфичних могућности.

### Грантови од агенција, фондова или корпорација
Непрофитне организације такође прикупљају средства такмичећи се за грант финанцирање. Grantovi su ponuđeni od strane vladinih jedinica i privatnih fondova / dobrotvornih fondacija neprofitnim organizacijama na korist svih strana sporazuma.

### Оставштине
Тестамент је поклон који је укључен у дароватељев тестамент који се извршава након његове смрти. Ти дарови могу бити назначени у самом тестаменту или додани као допуна након потврде основног тестамента.

### Продаја и услуге
Иако сакупљање средстава често подразумева донирање новца као директан дар, новац се може добити и кроз продају одређеног производа, познатог као прикупљање средстава за производ. Често се могу видети онлајн везе до импулсе купње, које су праћене изјавама да ће део прихода бити дониран одређеном добротворном фонду. Порезно законодавство може захтевати да се направи разлика између вредности производа и вредности његовог дара, на пример, вечера од 100,00 долара по особи при трошку вечере од 25,00 долара.